# Lepidothrix isidorei
Lepidothrix isidorei е вид птица от семейство Манакинови (Pipridae). Видът е почти застрашен от изчезване.

## Разпространение
Видът е разпространен в Еквадор, Колумбия и Перу.